# Єжово (Юкаменський район)
Єжо́во (рос. Ежёво) — село у складі Юкаменського району Удмуртії, Росія.
Населення — 556 осіб (2010; 629 в 2002).
Національний склад (2002):
- удмурти — 41 %
- бесерм'яни — 38 %

У селі діють середня школа та садочок.